# Saint-Léger-des-Aubées
 Saint-Léger-des-Aubées  là một xã của tỉnh Eure-et-Loir, thuộc vùng Centre-Val de Loire, miền bắc nước Pháp.